# Crisis económicas en Argentina (2018-presente)
La crisis económica argentina de 2018-presente se refiere a una serie de crisis económicas, financieras, sanitaria y social iniciadas en abril de 2018 y continuadas con interrupciones hasta el presente. En marzo de 2020, se suma una crisis sanitaria debido a la pandemia del COVID-19, que impactó la salud, economía y condiciones sociales. Esta epidemia global limitó severamente la actividad económica, debido a lo cual el ciclo recesivo continuó, adicionando una caída anual del PBI del 9,9%, que se prolongó en el primer semestre de 2021. Diferentes observadores consideran que se trata de dos crisis consecutivas: la crisis económica de 2018-2019, seguida de la crisis generada por la pandemia de 2020.
La crisis financiera-sanitaria finalizó en el segundo semestre de 2021, año en el cual el PBI registró un crecimiento del orden del 10% anual, recuperando la caída de 2020, y una reducción del desempleo de 13,1% en el segundo trimestre de 2020, al 8,2% en el tercer trimestre de 2021, el nivel más bajo desde 2017. En 2022, se registró un crecimiento anual de 5%, con una reducción de la indigencia al 8,1% y la pobreza ubicándose en el 39,2%, según el INDEC.
En 2023, impactada por una sequía histórica y una serie de desequilibrios macroeconómicos, que incluye una inflación del 211%, una contracción del crecimiento económico en 1,6%, un déficit fiscal elevado y un aumento de la pobreza al 41,7%, se produjo una nueva recesión. En diciembre de 2023 la nueva administración impulsó un proceso de estabilización macroeconómica, que incluía un shock económico y restricción presupuestaria estatal con el fin de bajar una tasa de inflación que había superado el 160%, registrándose caídas de dos dígitos en la construcción, la industria y el comercio, así como un brusco aumento de la indigencia y, la pobreza (18% y 55% respectivamente, según la UCA) y el desempleo en el primer semestre de 2024.Para el segundo semestre de 2024, se registró un descenso pronunciado de la pobreza e indigencia, ubicándose en 38,1% y 8,2% respectivamente, según el INDEC.

## Comienzo
La primera crisis comenzó cuando los prestamistas internacionales privados decidieron no otorgar un nuevo financiamiento al gobierno argentino, dejándolo a las puertas del default, ocasionando una crisis cambiaria que devaluó el peso argentino frente al dólar estadounidense y llevó al gobierno a recurrir al Fondo Monetario Internacional. Esta situación tuvo efectos diversos, generalmente negativos, en la economía, entre los que se encuentran el comienzo de varias intervenciones de reservas del BCRA al tipo de cambio para mantener estable a la moneda local hasta la actualidad, un programa de rescate financiero con el Fondo Monetario Internacional, la escalada de la prima de riesgo soberana, un aumento sustancial de la inflación, y, como consecuencia directa de este último, una caída de la economía, y el aumento de la pobreza y la desocupación. En septiembre de 2019 el gobierno anunció restricciones temporal a la compra de dólares que duraría hasta diciembre de 2019 (lo que se conoce en Argentina como «cepo»).
En diciembre de 2019 asumió la presidencia Alberto Fernández, en un contexto de crisis económica y social. En ese marco se anunció un cambio en el modelo económico con un dólar controlado con la aplicación de impuestos a la compra de divisas manteniendo la restricción  y se busca la reestructuración de la deuda externa, proceso que comenzó en enero de 2020 y finalizó el 31 de agosto con una aceptación cercana al 99%. Para marzo de 2020 se sumó la crisis global generada por la pandemia de COVID-19 en el gobierno de Alberto Fernández, que profundizo aún más la crisis. El gobierno de Alberto Fernández terminó con la inflación más alta desde la hiperinflación del 89, alcanzando más de un 180%. 
En diciembre de 2023 asumió la presidencia Javier Milei con el objetivo de eliminar la inflación, dolarizar la economía y cerrar el Banco Central. Milei definió su tarea como la de un «topo» que busca «destruir el Estado» argentino «desde adentro». En sus primeros seis meses puso el acento en eliminar el déficit fiscal, principalmente mediante la licuación de las jubilaciones, reducción del gasto en educación, salud, y otras áreas administrativas, recortes de subsidios al transporte y a la energía y la suspensión de la obra pública y la publicidad oficial; se agudizó la recesión económica; aumentaron los niveles de pobreza y sobre todo de indigencia.
La crisis económica argentina se extiende desde fines de julio a 25 meses, durante la cual acumula un 5,8% de caída en la actividad económica desde el pico registrado en mayo de 2022. Estos valores la ubican como la tercera fase recesiva más extensa en tiempo y la cuarta más pronunciada desde 1994.

## Presidencia de Mauricio Macri
El 10 de diciembre de 2015 asume Mauricio Macri como presidente y nombra a Alfonso Prat Gay al frente de Economía y a Federico Sturzenegger en el Banco Central. Una semana después se anunció la liberalización del régimen cambiario, tras lo cual el peso experimentó una depreciación del 42 % en el mercado oficial, al pasar de 9,83 a 13,95 por dólar. A partir de ese momento, el tipo de cambio pasó a ser flotante bajo administración. Para fines de agosto de 2018, el peso cotizaba cercano a los 40,00 por dólar, habiendo experimentado una devaluación del 64% desde la liberación del régimen cambiario. El peso fue la moneda de peor desempeño en el mundo en 2017.
| Déficit de cuenta corriente (% PBI) | 2,7 | 4,7/ 9.1 |       |       |
| Déficit fiscal                      | 6,7 | 3,9      |       |       |
| Deuda pública (% PBI)               | 52  | 57       | 85.25 | 88.37 |
| Inflación                           | 25  | 24,8     | 47.6  | 53.8  |
| Tasa de interés (%)                 | 25  | 40       | 75    | 123   |
| Crecimiento del PBI (%)             | 2,7 | 2,8      |       |       |

El BCRA utilizó un esquema de metas de inflación, en el que buscó limitar las subas de precios mediante la disminución de la liquidez de pesos en la economía que eran absorbidos mediante bonos de corto plazo llamados Lebacs. Esto produjo un crecimiento del stock de letras, que pasó de un 57 % de la base monetaria en enero al 88 % en septiembre del mismo año. Según un informe del CEPA, la política monetaria del organismo conducido por Federico Sturzenegger, le costó desde enero del 2016 al Estado más de 419 000 millones de pesos a las arcas públicas. Sumado al déficit cuasifiscal del stock de deuda en Lebacs y Letes que aumentó a 900 000 millones de pesos, y meses después a 1,2 billones de pesos, es decir, unos 75 000 millones de dólares. Eso es el 14 % del PBI, considerándose un déficit fiscal en forma de déficit cuasifiscal.
El 28 de diciembre de 2017, el jefe de gabinete Marcos Peña realiza una conferencia de prensa junto al presidente del BCRA, Federico Sturzenegger, el ministro de Hacienda, Nicolás Dujovne y el de Finanzas, Luis Caputo. En esa conferencia se anunció el cambio en las metas de inflación para 2018 que pasaron de 10 a 15 puntos. La conferencia fue vista por diversos analistas como un avance sobre la independencia del Banco Central.

### Crisis cambiaria

#### Primera crisis
Para intentar contener el dólar en junio de 2018 el presidente del Banco Central argentino, Federico Sturzenegger combinó subas de tasas -de hasta 40%- y venta de divisas de las reservas. Sin embargo, el valor del dólar fue inmune a las estrategias del Banco Central, y se elevó hasta niveles récord en la historia. Sólo en 2018 se encareció más de 50%. Durante su primer año de gestión el déficit fiscal consolidado del Estado, incluyendo al Banco Central, superó el 9 % del PBI, los intereses de la deuda del Tesoro se duplicaron en solo un año. La devaluación obligó al Banco Central a sacrificar más de 6 000 millones de dólares de sus reservas totales por más de 54 000 millones de dólares y fijar una tasa de referencia récord de 40%.

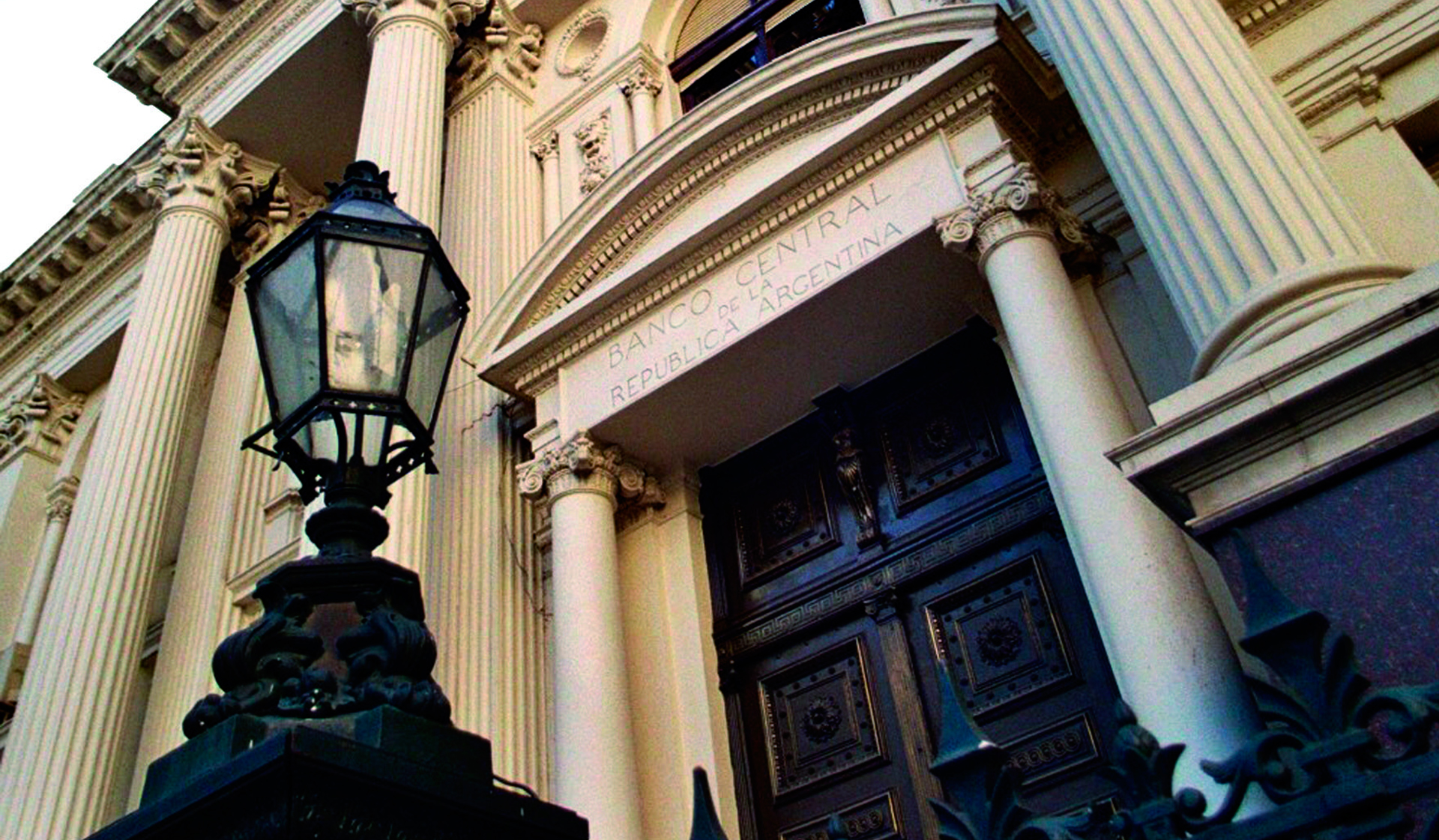
Banco Central de la República Argentina

Tras prometer la "baja paulatina" de tasas que las llevó del 24 por ciento al nivel de 40% anual; afirmó que el Banco Central no intervendría más en el mercado cambiario para volver a vender cinco días después más de 650 millones de dólares, que apenas logró frenar la corrida por un día. Durante su gestión el valor del peso argentino alcanzó su mínimo histórico, la devaluación de la moneda Argentina fue la mayor de todas,[¿cuál?] las tasas de interés fueron fijadas en 40% la tasa más alta del mundo. Así mismo el país se ubicaba con las tasas de interés más altas del globo seguido de lejos por Surinam (25%), Venezuela (21,7%) y Haití (20%).
El 14 de junio de 2018 envuelto en críticas y en medio de la crisis cambiaria renunció el presidente del Banco Central envuelto en controversias por su eficiencia en el combate contra la inflación, pérdida de credibilidad y en medio de un clima de turbulencias cambiarias por la apreciación del dólar. Su gestión terminó con un aumento de la tasa de interés al 40 por ciento, el sacrificio de 8 500 millones de dólares de las reservas en dos meses, y el pedido de auxilio financiero del FMI por 50 mil millones de dólares. Tras 30 meses de gestión Sturzenegger dejó una inflación acumulada de 95%, y una devaluación del peso de 175%. Producto de la devaluación, el Banco Central perdió 11.715 millones de pesos por operaciones concertadas en operaciones de dólar futuro, dichas pérdidas se produjeron por los contratos que negoció el organismo cuando conducía Federico Sturzenegger.
Su gestión terminó abruptamente con un aumento de la tasa de interés al 40 por ciento, el sacrificio de 8 500 millones de dólares de las reservas en dos meses, y el pedido de rescate financiero al FMI por 50 mil millones de dólares.

#### Segunda crisis
Pocos meses después en agosto se desató una nueva corrida cambiaria que provocó, a fines de ese mismo mes, una caída de los bonos y acciones argentinas, el aumento del riesgo país en 700 puntos, y el aumento del valor del dólar, que llegó a superar los 40 pesos. La corrida provocó que las variables financieras, monetarias y bursátiles se derrumbase. A esto se le sumó una mayor pérdida de reservas, caída de las acciones, y el derrumbe de los bonos. Sacrificándose más de 9.000 millones de dólares en reservas sobre un total de 53.000 millones. Además, el gobierno subió la tasa de interés al 60%, la más alta del mundo. El intento del gobierno por tranquilizar los mercados no dio sus frutos y minutos después de que el jefe de Gabinete, Marcos Peña saliera a intentar calmar la corrida, el mercado le dio otra vez la espalda y el dólar siguió en ascenso. Paralelamente, el peso argentinó se continuó devaluando, colocándose como la segunda peor moneda emergente de 2018.
En una nueva corrida cambiaria los días 29 y 30 de agosto, la moneda argentina se devaluó un 15 por ciento en un solo día, en tanto la tasa de interés superó el 60%, convirtiéndose en la más alta del mundo. El Riesgo País se colocó en 780 puntos (siendo el segundo de la región, después de Venezuela, y el sexto a nivel mundial), a la vez que se dispararon los seguros contra default. Con la suba del riesgo país de un 107%, Argentina se ubicó entre los más países más riesgosos para inversores. Los títulos de los bancos argentinos en Wall Street se devaluaron por riesgo de un nuevo corralito.
A consecuencia de las dos crisis cambiarias al final de 2018 Argentina se encontraba primero entre los países del mundo cuya moneda perdió más valor, perdiendo un 100,2 por ciento de su valor en tan solo un año.  Hacia diciembre el país se consolidó como el país en crisis con la tasa de interés más alta del mundo, con tasas superiores al 60 frente a Venezuela 20,8%, Turquía 17,8% y México 7,8%. 
Además, el riesgo país se disparó en 2018 132%. Según analistas financieros la política errática de un Banco Central sobreendeudado catapultaron al alza al dólar, recalentaron la inflación y condenaron a un año de recesión económica, en el que se recurrió al auxilio financiero del Fondo Monetario Internacional. El riesgo país argentino tuvo el mayor crecimiento mundial, creciendo siete veces más que el de Venezuela.

#### Préstamo del FMI
A comienzos de 2018 el gobierno argentino atravesó una corrida cambiaria que causaría que el peso argentino perdiera la mitad de su valor en dólares. En mayo el presidente anunció públicamente que se recurriría al FMI:

Durante los dos primeros años tuvimos contexto favorable y eso hoy está cambiando. Está subiendo la tasa de interés, está subiendo el petróleo, entre otras variables que nosotros no manejamos. Somos de los países del mundo que más dependemos del financiamiento externo. [...] Frente a esta nueva situación he decidido iniciar conversaciones con el FMI para que nos otorgue una línea de apoyo financiero.
Mauricio Macri

Un mes después se anunció el otorgamiento de un préstamo de 50 000 millones de dólares, el más grande de la historia del organismo y equivalente a un 11 % del PBI de la Argentina en 2018. Apenas tres meses después se firmó un nuevo acuerdo con el FMI, donde se aumentó el préstamo a 57 100 millones de dólares, a los que se sumaron 5650 millones de dólares del Banco Interamericano de Desarrollo (BID). El eje de los requerimientos del FMI fue que el gobierno llegue al déficit primario cero en 2019, aunque en julio de 2019 aceptó cambiar las metas originales y desembolsar las sumas restantes.

#### «Fuga» de capitales

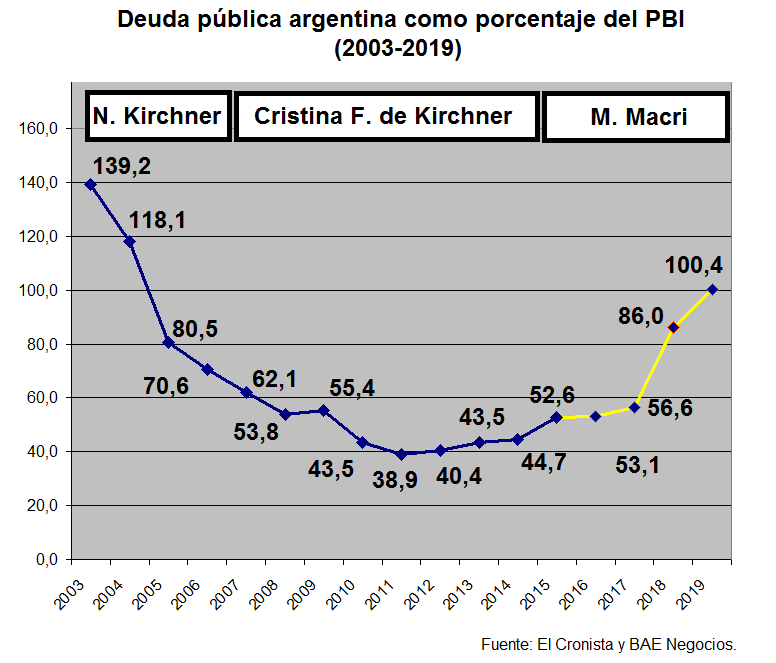
Evolución de la deuda pública como porcentaje del PBI (2003-2019). Fuente: El Cronista y BAE Negocios.

En el período 2016-2018 se fugaron 88.084 millones de dólares. El país sufrió una severa fuga de capitales que en superó los 55.000 millones de dólares más de dos tercios de los dólares que ingresaron al país desde el inicio del rescate del FMI. La inversión se fugó del país y llegó a su máximo desde que el Indec mide la Posición de Inversión Internacional Neta, la fuga de inversiones se disparó 192,6% en la comparación interanual y llegó al récord histórico de 68.279 millones de dólares. La deuda pública se disparó y llegó casi al 95% del PBI en el tercer trimestre de 2018, mientras que el ratio de deuda en 2015 era de 52,6% del PBI, siendo el endeudamiento de 2018 más alto desde 2004, mientras que la deuda pública en dólares subió 75,4%, como resultado del salto del dólar que trepó un 105%.
Simultáneamente se dio a conocer que el monto de la deuda pública extranjera es casi idéntico al monto de la fuga de capitales más pago de intereses: entre diciembre de 2015 y marzo de 2019, el país se endeudó en 107.525 millones de dólares, mientras que el monto fugado más el pago de intereses fue de 106.779 millones de dólares. Hacia agosto de 2019, la deuda pública como porcentaje del PBI superó el 100%, duplicando el tamaño que tenía en diciembre de 2015, con el agravante de que el 80% de la misma fue contraída en dólares, convirtiendo a la Argentina en el país que más aumentó su deuda externa en 2019. Para 2018/2019 Argentina tuvo la mayor caída industrial del mundo; la producción manufacturera local registró un descenso interanual del 10,8 por ciento.
En un informe de la Facultad de Ciencias Económicas de la Universidad Nacional de Entre Ríos, se indica que entre el 2017 y el 2019 casi el 70% de la adquisición de moneda extranjera se explicó por la compra de dólar billete. El promedio mensual de personas humanas (no jurídicas) que compró dólar billete fue en aumento, en el 2017 el promedio fue alrededor de 900 mil personas por mes, en el 2018 fue alrededor de un millón, y para el 2019 fue alrededor 1,2 millones. El informe también señala que durante la primera mitad del 2019, sólo el 5% de las personas realizó compras superiores a 5000 dólares mensuales, y que este estrato explicó entre el 45% y el 50% del total operado por mes.

#### Tercera crisis cambiaria
El lunes 12 de agosto de 2019 -tras las elecciones primarias de Argentina de 2019- se desencadenó en la Argentina y Wall Street, una nueva corrida cambiaria y bursátil, la segunda más grave de la historia de la humanidad, con una caída del 48% de la bolsa y las acciones, que devaluó el peso en un 40% en pocas horas (de $42 a $66 el dólar), que luego el Banco Central logró atenuar un poco, cerrando el día con una devaluación del 25% ($57) y un riesgo país que duplicó su valor para alcanzar 1700 puntos básicos.
El 19 de agosto de 2019 asume Hernán Lacunza como nuevo Ministro de Hacienda. Tras su asunción el riesgo país se disparó casi un 14 por ciento, con una suba de 200 puntos en pocas horas a 1.879 puntos, mientras que las acciones de empresas argentinas bajaron más de 15% en Wall Street y los bonos cayeron 8 por ciento. Mientras que los bonos y acciones argentinas bajaron en el mercado internacional y el riesgo país se consolidó como el segundo más alto del mundo tras Venezuela.
El 28 de agosto de 2019 el gobierno pospone el pago de cuatro letras de corto plazo del Tesoro Nacional (Lecap, Lecer, Letes y Lelinks), así como proponerles una postergación forzada del plazo de pago a los acreedores de títulos de deuda, tanto bajo legislación argentina como bajo legislación extranjera. El gobierno inicia una etapa lo que denomina "reperfilamiento", pero diversas entidades y especialista caracterizaron la medida como un "virtual default selectivo".

### Consecuencias en la economía en 2018 y 2019
En 2018 Argentina fue catalogada entre las economías hiperinflacionarias, aplicando el International Accounting Standard 29 (IAS 29), de la Junta de Normas Internacionales de Contabilidad (IASB). Además las acciones argentinas en Wall Street se derrumbaron hasta 70% durante 2018.
El 1 de septiembre de 2018, como efecto de la crisis cambiaria argentina, la agencia calificadora Standard & Poor's bajó la calificación de deuda argentina. En cuanto a caída de reservas, Argentina fue el país del mundo de mayor deterioro, con una merma del 8,3%.
Desde a principios de 2018 se sumaron 4,8 millones de pobres, pasando la pobreza del 24 al 36 por ciento. Los datos de Indec quedaron bajo sospecha desde que la exdirectora de la Encuesta Permanente de Hogares Cynthia Pok renunció en 2017 denunciando presiones para dibujar el índice de pobreza. Al mismo tiempo llevó a la baja de los salarios argentinos medidos en dólares. A su vez la situación ha ido desarrollando una desconfianza y descontento por varios sectores de la sociedad hacia el gobierno. En septiembre el riesgo país se disparó en 780 puntos (siendo el más alto de la región, excluyendo a Venezuela, y el sexto a nivel mundial), a la vez que se dispararon los seguros contra default. Con la suba del riesgo país de un 107%, Argentina se ubicó entre los más países más riesgosos para inversores. Los títulos de los bancos argentinos en Wall Street se devaluaron por riesgo de un nuevo corralito. El año 2018 finalizó con una caída del PBI del 2,3% medido en pesos (el segundo país del mundo con mayor caída), y de 25 % medido en dólares, pasando de 637.000 millones de dólares en 2017, a 475.000 millones de dólares en 2018, una cifra inferior a todas las alcanzadas a partir de 2011.
La pobreza aumentó un 20%, del 25,7% en 2017 al 32%, provocando que 2,6 millones de personas más cayeran por debajo de la línea de pobreza. La indigencia o pobreza extrema, aumentó un 50%, pasando de 4,8% en 2017 al 6,7%. Durante el año se perdieron 191.300 puestos de trabajo registrados, que representaban el 1,5% del total.

#### Salario mínimo y pobreza
Para 2019 la pobreza se había elevado al 35% por ciento y la indigencia al 8%, y por efectos de la crisis económica 1 de cada 3 menores de edad sufría hambre en la Argentina.
Respecto al salario mínimo comparado con los demás países de la región, Argentina cayó a partir de fines del 2015 mientras que en ese momento ocupaba el primer lugar latinoamericano de mayor salario mínimo en dólares u$s589, dos años y medio después retrocedió al séptimo lugar con 263 dólares. En dos años y medio el salario mínimo se redujo en más de un 50 % en dólares. El salario mínimo en dólares bajó a 222. Además la jubilación cayó gracias a la devaluación, desde los 310 en enero de 2016 a 213, una caída de un tercio, mientras que el salario mínimo pasó de 437 a 263 dólares, lo que representa una baja del 39,8%. 
| País                                                                             | Salario mínimo mensual (en dólares de EE. UU., a tasa oficial) | Salario mínimo mensual (en moneda local) |
| -------------------------------------------------------------------------------- | -------------------------------------------------------------- | ---------------------------------------- |
| Argentina                                                                        | 228                                                            | $ 308 200 pesos argentinos               |
| Bolivia                                                                          | 404                                                            | Bs 2750 bolivianos                       |
| Brasil                                                                           | 274                                                            | R$ 1518 reales                           |
| Chile                                                                            | 532                                                            | $ 510 636 pesos chilenos                 |
| Colombia                                                                         | 345                                                            | $ 1 423 500 pesos colombianos            |
| Costa Rica                                                                       | 738                                                            | ₡ 367 108,55 colones                     |
| Cuba                                                                             | 79                                                             | $ 2100 pesos cubanos                     |
| Ecuador                                                                          | 470                                                            | $ 470 dólares                            |
| El Salvador                                                                      | 243                                                            | $ 243,46 dólares                         |
| Guatemala                                                                        | 443                                                            | Q. 3347,21 quetzales                     |
| Haití                                                                            | 83                                                             | G 10 645,83 gourdes                      |
| Honduras                                                                         | 350                                                            | L 9053,43 lempiras                       |
| México                                                                           | 450                                                            | $ 8480,17 pesos mexicanos                |
| Nicaragua                                                                        | 158                                                            | C$ 5721 córdobas                         |
| Panamá                                                                           | 290                                                            | B/. 290 balboas panameños                |
| Paraguay                                                                         | 379                                                            | ₲ 2 798 309 guaraníes                    |
| Perú                                                                             | 319                                                            | S/ 1130 soles                            |
| República Dominicana                                                             | 192                                                            | RD$ 11 500 pesos dominicanos             |
| Uruguay                                                                          | 597                                                            | $ 23 604 pesos uruguayos                 |
| Venezuela                                                                        | 1,3                                                            | Bs. 130 bolívares                        |
| Actualizado el 1 de mayo de 2025. 1. 2. 3. 4. 5. 6. 7. 8. 9. 10. 11. 12. 13. 14. |                                                                |                                          |

#### Aumento de la inseguridad alimentaria
Tras dos años y medio de gestión de Macri un estudio del Monitor de Clima Social (MCS) relevado periódicamente por el Centro de Estudios Metropolitanos (CEM), un centro interuniversitario que integran la Universidad Metropolitana para la Educación y el Trabajo (UMET); la Universidad Nacional Arturo Jauretche y la Universidad Nacional de Hurlingham reveló que la mitad de los habitantes de la Capital Federal y el Gran Buenos Aires disminuyeron las raciones de comida en el último año, la mitad de los ciudadanos tienen alguien de su hogar que perdió el trabajo en los doce meses. En febrero de 2018, un 37 por ciento de los hogares disminuyeron las porciones de comida por razones económicas. Ese porcentaje subió en éste Monitor, el de junio, al 48 por ciento del mismo año y el 40 por ciento pasó momentos de hambre por razones económicas durante el último año.
En septiembre de 2018 la relatora especial sobre alimentación de las Naciones Unidas, Hilal Elver, escribió un duro informe sobre la situación del país advirtiendo que cuatro millones de argentinos enfrentan una seria inseguridad alimentaria y padecen hambre.
Para comienzos de 2019 según datos de la UCA durante 2019 tres de cada diez niños y adolescentes comieron menos que en 2018 y más del 13 por ciento de todos los niños, niñas y adolescentes directamente pasó hambre. Durante su gestión el riesgo alimentario creció a la par del aumento de la pobreza que el en 2018 llegó al 51,7 por ciento en la franja que va de los 2 a los 17 años.
En agosto de 2019 se conoció el informe de la situación social en Argentina mediante datos elaborados por un conjunto de organismos nucleados bajo la Organización de las Naciones Unidas (ONU) que señaló que en entre 2016 y 2018, el número de personas que padecen inseguridad alimentaria moderada o grave en Argentina se incrementó en casi seis millones de personas, llegando a 14,2 millones a fines de 2018 tras dos años de gestión de Macri, con un incremento de 71%, uno de los saltos más importantes registrados a nivel mundial junto con Nigeria, Tayikistán, Afganistán, Sierra Leona y Botsuana. El estudio fue elaborado por cinco organismos multilaterales: la Organización de las Naciones Unidas para la Alimentación (FAO), el Fondo Internacional de Desarrollo Agrícola (FIDA), El Fondo de las Naciones Unidas para la Infancia (UNICEF), el Programa Mundial de Alimentos (PMA) y la Organización Mundial de la Salud (OMS).
La indigencia subió ininterrumpidamente desde el primer semestre de 2018: 4,9 % (1S-2018), 6,7 % (2S-2018), 7,7 % (1S-2019), 8 % (2S-2019).

## Presidencia de Alberto Fernández
| Año  | Evolución del PBI | Inflación | Pobreza |
| ---- | ----------------- | --------- | ------- |
| 2020 | −9,9%             | 36,1%     | 42%     |
| 2021 | 10,3%             | 50,9%     | 37,3%   |
| 2022 | 5,2%              | 94,8%     | 39,2%   |
| 2023 | 2,5               | 211,4%    | 41,7%   |

Fernández nombró en el ministerio de Economía al joven economista Martín Guzmán. La primera medida del equipo económico fue enviar al congreso el proyecto de «ley de Solidaridad y Reactivación Productiva», que fue aprobado el 21 de diciembre. El 17 de diciembre se firmó la suspensión provisoria del Consenso Fiscal 2017 que habían firmado los gobernadores con el gobierno nacional y que obligaba a los gobiernos provinciales a reducir impuestos durante 2020. En enero el gobierno anuncia el comienzo de las negociaciones para reestructurar los vencimientos de deuda, llegándose a un acuerdo con los acreedores a fines de agosto.
El 15 de enero, el INDEC publicó la inflación del mes de diciembre de 2019, que fue del 3,7 %, cerrando el año 2019 con una inflación acumulada del 53,8 %. El 13 de febrero, el INDEC dio a conocer el índice de precios al consumidor (IPC) del mes de enero de 2020, que fue del 2,3 %, el menor valor desde julio de 2019 cuando fue del 2,2 %, esto debido a la implementación del programa Precios Cuidados, el no aumento en las cuotas de la medicina prepaga y en combustibles y el congelamiento de los precios de los medicamentos, de tarifas de servicios públicos y del transporte. El 12 de marzo, el IPC de febrero fue del 2 %, la menor en dos años, pero los alimentos y bebidas crecieron más que el promedio, con 2,7 %.
En marzo de 2023 la inflación interanual superó el 100% por primera vez desde 1990.
Durante la administración de Fernández el tipo de cambio del mercado oficial se incrementó 534,9%, de $63 pesos por dólar a $382,5 pesos por dólar, mientras que en el mercado paralelo sufrió una depreciación del 1324,4%, de $69,5 pesos por dólar  cerrando a $970 pesos el 7 de diciembre de 2023 con una brecha del 153%,alcanzando un pico histórico de $1100 pesos por dólar en octubre de 2023, con un incremento de casi 1500% con respecto al dólar recibido al inicio de su mandato.
En 2020 la inflación interanual fue del 36,1%, con un pico al inicio del año (3,3% en marzo) y un incremento al final del año, con 3,8% en octubre y 4% en diciembre. En 2021 la inflación interanual fue de 50,9%, con una aceleración inicial superior a 4% en los primeros meses y una baja entre mayo y noviembre en el contexto de las elecciones legislativas y la salida de la pandemia. En diciembre los precios sufrieron un alza cerrando el año con 3,8%. En 2022 el proceso inflacionario alcanzó niveles superiores desde la Convertibilidad de 1991, colocándose en 94,8% interanual. Los mayores registros mensuales se dieron en julio (7,4%) y agosto (7%), en un contexto de crisis política y escasez de dólares. Para este período se produjo la salida del ministro de Economía Martín Guzmán y la entrada de Sergio Massa al Palacio de Hacienda. En este punto los precios subieron a fin de año a un ritmo cercano al 5% mensual. El 2023 el índice inflacionario se mantuvo en 6% que comenzó a crecer posterior a los efectos de la sequía a un ritmo de 8,4% en abril. En marzo de 2023 la inflación interanual superó el 100% por primera vez desde 1990.Después de 3 meses de relativa estabilidad, donde la inflación mensual se ubicaba en 7,8% en mayo, 6% en junio y 6,3% en julio, los índices de dispararon en agosto (12,4%) y 12,7% en septiembre, disminuyendo a 8,3% en octubre. Para noviembre, con un IPC de 12,8%, la más alta en 32 años, el gobierno ya había acumulado 893% de inflación desde diciembre de 2019, cuando llegó al poder, en contraste con la inflación acumulada de 271% del mandato de Mauricio Macri.

## Presidencia de Javier Milei
En diciembre de 2023 asumió la presidencia Javier Milei prometiendo eliminar la inflación, dolarizar la economía y cerrar el Banco Central. Milei definió su tarea como la de un «topo» que busca «destruir el Estado desde adentro». En su discurso de asunción presidencial, Milei anticipó que las políticas de ajuste fiscal generarían un período de «estanflación», un término derivado del inglés stagflation, que combina las palabras stagnation (estancamiento económico) e inflation (inflación creciente). Como consecuencia del drástico recorte del gasto público y del «shock» económico, afirmó que, a corto plazo, la situación empeoraría, afectando negativamente la actividad económica, el empleo, los salarios reales y los índices de pobreza. Sin embargo, aseguró que estas medidas sentarían las bases para una futura recuperación y un crecimiento sostenible.  Mediante licuación de las jubilaciones, reducción del gasto público y suspensión de pagos a acreedores; se agudizó temporalmente la recesión económica; mientras que   aumentaron los niveles de pobreza y de indigencia. El gobierno de Javier Milei implementó una fuerte devaluación de la moneda argentina, la más alta de la historia del peso y la tercera mayor pérdida del valor de la moneda de toda la historia argentina solo superada por las dos devaluaciones durante la hiperinflación de 1989 con un desplome del valor de la moneda nacional de un 118 por ciento en una semana. Tras la devaluación la inflación llegó al 25 % mensual en diciembre, y acumuló 71,9 % en los primeros cinco meses de 2024 la cifras más alta en 40 años y la segunda más alta desde la hiperinflación del final del gobierno de Raúl Alfonsín.
A partir de diciembre de 2023, según el Estimador Mensual de Actividad Económica (EMAE) del INDEC, la actividad económica registró un pronunciado descenso con un pico de caída histórico general del -8,2% en marzo de 2024, agravado para sectores claves e intensivos en empleo, como la construcción (-26,2 %), la industria (-20,1 %) y el comercio (-14,9 %), pero con dos sectores (agricultura y minería), que tuvieron un crecimiento considerable, impulsados en el primer caso por el fin de la peor sequía del siglo, y en el segundo caso Vaca Muerta y la extracción de litio. El campo tuvo un crecimiento de 103,3% en mayo de 2024, fruto del fin de la sequía del año anterior, que impactó estadísticamente sobre el dato general de la actividad económica, que dio en mayo un 2,3 % de crecimiento anual, pero que no se extendió a los sectores en crisis, que siguieron mostrando caídas, como la industria (-14,2 %), construcción (-22,1 %), comercio (-11,4 %), al que se sumaron otros sectores, como hoteles y restaurantes, cuya caída hasta ese momento había sido moderada y que registraron una caída del -8,1 % en abril y -7,2 % en mayo.
En los inicios de 2025, la actividad económica mostró una mejoría interanual del 6,5% en enero, 5,7% en febrero y 5,6% en marzo. El comportamiento sectorial para marzo registró una recuperación respecto al 2024, año donde sufrió un nivel de actividad particularmente bajo posterior los efectos iniciales de las políticas de ajuste del gobierno. Los sectores destacados con crecimientos fueron; intermediación financiera (29,3%), construcción (9,9%), comercio (9,3%), minería (5,7%) e industria (4,2%). Por su parte, los sectores de hoteles y restaurantes y electricidad, gas y agua continuaron en caída (-4,3 y -3,6, respectivamente).
Para fines del primer cuatrimestre del 2024, durante los primeros meses de ajuste fiscal, un informe de Unifec Argentina advertía que un millón de niños argentinos pasaban hambre a diario, ascendiendo la pobreza infantil a un pico del 69 % mientras que el presupuesto nacional destinado a la niñez y alimentos sufría una caída del 75 % en términos reales. En este contexto, el 52 % de los hogares argentinos debió dejar de comprar alimentos por falta de dinero. En paralelo, un informe elaborado por la Universidad Católica Argentina (UCA) había señalado que el 67,3 % de los menores de edad eran pobres a fines del primer semestre del 2024, creciendo una quinta parte. Posteriormente, la UCA informó que en el segundo semestre de 2024 la pobreza infantil se había reducido al 52,8 %, 6 puntos por debajo del segundo semestre de 2023 (58,8%), atribuido a la estabilidad inflacionaria y cambiaria, así como los aumentos de la Asignación Universal por Hijo (AUH) y la extensión de cobertura de la Tarjeta Alimentar (de 14 a 17 años). Sin embargo, el informe advirtió que estos aumentos no eran suficientes para contener el incremento del índice, siendo necesario la estimulación del empleo formal con mejoras salariales de los hogares para profundizar su reducción.Por su parte, Unicef destacó que casi 1,7 millones de niños lograron salir de la pobreza a pesar del ajuste fiscal.
En junio de 2025, la principal plaza financiera del mundo, el JP Morgan, en un informe recomendó a sus inversores "dar un paso atrás" y no invertir en el país, dando inicio a un desarme de sus inversiones. En dicho informe se mencionó que "El peso estuvo entre las monedas con peor desempeño en mercados emergentes durante los últimos meses en términos de retornos spot, mientras que la mayoría de las divisas se apreciaron en ese período". Se mencionó también el temor de los mercados de una victoria electoral de la oposición y que "la proyección oficial de un desequilibrio del 2% del PBI en 2025 (unos US$ 14.000 millones), mayor a lo previsto tuvo repercusiones en el mercado. "La preocupación está en aumento después del numero del rojo externo", reconocieron en otra entidad de Wall Street.
| Actividad económica Porcentaje de crecimiento anual al mismo mes del año anterior En azul crecimiento; en rojo reducción | Actividad económica Porcentaje de crecimiento anual al mismo mes del año anterior En azul crecimiento; en rojo reducción | Actividad económica Porcentaje de crecimiento anual al mismo mes del año anterior En azul crecimiento; en rojo reducción | Actividad económica Porcentaje de crecimiento anual al mismo mes del año anterior En azul crecimiento; en rojo reducción | Actividad económica Porcentaje de crecimiento anual al mismo mes del año anterior En azul crecimiento; en rojo reducción | Actividad económica Porcentaje de crecimiento anual al mismo mes del año anterior En azul crecimiento; en rojo reducción | Actividad económica Porcentaje de crecimiento anual al mismo mes del año anterior En azul crecimiento; en rojo reducción | Actividad económica Porcentaje de crecimiento anual al mismo mes del año anterior En azul crecimiento; en rojo reducción |
| --- | --- | --- | --- | --- | --- | --- | --- |
| Período | Sectores principales | Sectores principales | Sectores principales | Sectores principales | Sectores principales | Sectores principales | Total |
| Período | Agro | Minería | Industria | Construcción | Comercio | Hoteles y rest. | Total |
| Dic 23 | 9,1 | 8,3 | -12,3 | -12,4 | -9,8 | 9,8 | -4,2 |
| Ene 24 | 11,6 | 6,9 | -11,2 | -15,4 | -6,2 | -1,7 | -4,0 |
| Feb 24 | 4,1 | 11,0 | -8,2 | -17,1 | -3,8 | -1,8 | -2,8 |
| Mar 24 | 12,7 | 6,3 | -20,1 | -26,2 | -14,9 | -1,6 | -8,4 |
| Abr 24 | 69,8 | 9,2 | -15,5 | -25,1 | -12,9 | -8,1 | -2,5 |
| May 24 | 103,3 | 7,6 | -14,2 | -22,1 | -11,4 | -7,2 | 1,4 |
| Jun 24 | 82,4 | 4,6 | -20,4 | -23,6 | -18,6 | -7,1 | -4,1 |
| Jul 24 | 25,8 | 6,0 | -5,7 | -13,2 | -4,9 | 8,9 | -0,4 |
| Ago 24 | 7,2 | 6,5 | -6,6 | -16,7 | -6,6 | 10,1 | -3,1 |
| Sep 24 | 5,7 | 8,1 | -6,4 | -15,4 | -5,9 | 7,7 | -2,5 |
| Oct 24 | 2,1 | 8,6 | -2,1 | -14,9 | -0,5 | 17,0 | -0,2 |
| Nov 24 | 1,3 | 7,9 | -2.0 | -14,6 | 0 | 18,5 | 0,6 |
| Dic 24 | 7,4 | 7,4 | 7,2 | -7,2 | 8,7 | 18.9 | 6,0 |
| Ene 25 | 0,7 | 8,5 | 6,2 | 1,9 | 11,8 | -1,1 | 6,5 |
| Feb 25 | 0,7 | 5,0 | 5,0 | 4,0 | 7,4 | -1,4 | 5,7 |
| Mar 25 | 6,0 | 5,7 | 4,2 | 9,9 | 9,3 | -3,6 | 5,6 |
| Abr 25 | 1,7 | 4,7 | 7,6 | 17,1 | 15,6 | 6,8 | 7,7 |
| Fuente: INDEC. "Estimador mensual de actividad económica febrero 2025".                                                  | | | | | | | |

## Consecuencias socioeconómicas
La pobreza subió desde el primer semestre de 2018: 27,3 % (1S-2018), 32 % (2S-2018), 35,4 % (1S-2019), 35,5 % (2S-2019), 40,9 % (1S-2020), 42 % en el segundo semestre de 2020, momento en que comenzó a descender, ubicándose en 40,6 % en el primer semestre de 2021.En el segundo semestre del 2023 los datos del INDEC arrojaron una pobreza del 41,7%. La siguiente medición, correspondiente al primer semestre de 2024 y primer semestre de gobierno de Javier Milei, arrojó un dato de pobreza del 52,9 %. Esta subida en la pobreza de más de un 11 % en tan solo 6 meses ha sido achacada a las decisiones de shock tomadas por el gobierno para rebajar la inflación, así como a la devaluación del peso argentino de diciembre de 2023 como una de las primeras decisiones en materia económica en el mandato de Milei.
En la Ciudad de Buenos Aires y su conurbano, para los años 2020 y 2021, el Centro de Estudios Metropolitano ha realizado encuestas y publicado informes titulados Monitor del Clima Social Indicando un alto porcentaje de la población del AMBA con inseguridad alimenticia, laboral y económica, empeorando durante el 2021
cuando el 51 % de los encuestados disminuyó la porción de las comida. A partir de 2024 se producirían masivas manifestaciones ciudadanas ante el aumento de la inflación, pobreza y el desempleo.
En ese marco se anunció la reestructuración de la deuda externa, proceso que comenzó en enero de 2020 y finalizó el 31 de agosto se comunicó que el 93.5 % de los tenedores de bonos habían aceptado la oferta del gobierno, lo que mediante las cláusulas de acción colectiva, significó que se reestructuró logrando una aceptación del 99 % de la deuda emitida bajo legislación extranjera. Desde fines de la primera década del siglo XXI comenzó a florecer el sector tecnológico denominado economía del conocimiento, ya para 2022 totalizó 298 955 puestos de trabajo con tuvo una suba interanual de producción del 9,4 %.
Las exportaciones de los servicios basados en el conocimiento (SBC) sumaron en 2021 año pasado 6 405 millones de dólares siendo el tercer sector que más divisas aportan al país, con una proyección de exportaciones por más de 7 000 millones en 2022. Luego de la salida de Martín Guzmán se produce una aguda crisis económica y política durante la administración de su sucesora en el cargo, Silvina Batakis seria designada presidenta del Banco Central. 
Finalmente sería designado el presidente de la cámara de diputados Sergio Massa, elegido por el presidente Alberto Fernández y que continuó en el cargo hasta el 10 de diciembre de 2023.